# Minestra maritata (gastronomia campana)
La minestra maritata (in dialetto napoletano menesta mmaretata) è un piatto tipico della cucina campana in cui gli ingredienti di carne e verdura si "maritano", partecipando insieme al sapore della pietanza.

## Storia
Si sa per certo che questo cibo deriva dal pignato grasso, un piatto che, come sembra suggerire lo stesso nome, già conteneva pezzi di maiale e veniva cotto in una pentola di terracotta, appunto la pignatta. 
Oggi preparata in occasione delle feste religiose, secondo la più stretta tradizione napoletana per i pranzi di Natale e Pasqua, ma nel periodo post-rinascimentale tra le più gradite a Napoli e dintorni lungo tutto l’anno.

## Preparazione
La ricetta, nel corso degli anni, è stata notevolmente rimaneggiata, eliminando o modificandone gli ingredienti, che sono sempre più rari da reperire in commercio. Durante le festività tradizionali, tuttavia, nei mercatini rionali di Napoli ancora si possono acquistare le verdure tipiche per preparare la minestra maritata, che sono cicoria, piccole scarole (scarulelle), verza, e borragine, che conferisce una 
nota amarognola. In qualche variante si usa anche la catalogna (in napoletano: puntarelle). La carne di uso tipico è quella di maiale di minor pregio, con tracchie ( costine di maiale ),salsicce (tipica era la cosiddetta nnoglia, o salame pezzente), e altri tagli.
Nella tradizione più antica, invece del pane tostato si usano gli scagliuozzi, tipiche frittelle di farina di mais fritte dalla forma arrotondata, adagiate sul fondo del piatto.
La preparazione ricorre anche nella cucina del vicino Lazio meridionale, storicamente sotto l'influenza politica o culturale di Napoli, dove tale ricetta trova ospitalità nei libri di cucina ed è segnalata sui ricettari tipici della zona.